# معاهدة لندن (1946)
معاهدة لندن وقعت بين المملكة المتحدة وشرق الأردن في 22 مارس 1946 ودخلت حيز التنفيذ في 17 يونيو 1946. تتعلق المعاهدة بسيادة واستقلال المملكة العربية الأردنية في شرق الأردن التي ستصبح مملكة شرق الأردن الهاشمية وتنصيب عبد الله الأول ملكاً عليها. تنص المعاهدة على احتفاظ بريطانيا قواعدها العسكرية داخل البلاد والاستمرار في دعم ومساندة الفيلق العربي. تكونت المعاهدة من 14 مادة وملحق من 10 مواد.
عندما تقدم الملك عبد الله بطلب للحصول على عضوية في الأمم المتحدة المشكلة حديثًا، رفض الاتحاد السوفيتي طلبه، مشيرًا إلى أن الأمة لم تكن «مستقلة تمامًا» عن السيطرة البريطانية. نتج عن ذلك معاهدة أخرى في مارس 1948 مع بريطانيا تم فيها إزالة جميع القيود على السيادة. على الرغم من ذلك، لم يكن الأردن عضوًا كامل العضوية في الأمم المتحدة حتى 14 ديسمبر 1955.